# Partei für Zürich
Die Partei für Zürich (PFZ) ist eine politische Partei in der Stadt Zürich. Sie wurde am 17. Oktober 2006 als Abspaltung der Schweizerischen Volkspartei (SVP) gegründet und war damit mit ihren zwei noch für die SVP gewählten Vertretern Susi Gut und Markus Schwyn (Parteipräsident) im Stadtzürcher Stadtparlament, dem Gemeinderat vertreten. Anfang 2008 konnte sich die Partei für Zürich mit einem erfolgreichen Referendum gegen Stadtzürcher Subventionen für den Club of Rome profilieren.
Im März 2010 trat Susi Gut erfolglos als Kandidatin für das Zürcher Stadtpräsidium gegen die Amtsinhaberin Corine Mauch an.
Bei den Gesamterneuerungswahlen für den Gemeinderat, ebenfalls im März 2010, bei denen die Partei für Zürich sich erstmals als eigene Partei zur Wahl stellte, erreichte sie einen Wähleranteil von 0,46 Prozent, womit sie an der Fünf-Prozent-Hürde scheiterte und ihre bisherigen zwei Gemeinderatssitze verlor.
Die Partei für Zürich, die etwas über 100 Mitglieder zählt, verfügt damit über kein politisches Mandat mehr und zog daher die Auflösung der Partei in Erwägung. Auf einer Mitgliederversammlung im März 2010 entschieden sich die Mitglieder trotz fehlendem politischem Mandat gegen eine Auflösung. Im Verlauf der folgenden Monate wurde jedoch die Website der Partei aufgegeben. Über die Partei ist seither nichts mehr bekannt.